# Henry Slocum
Henry Warner Slocum mlajši, ameriški tenisač, * 28. maj 1862, Syracuse, New York, ZDA, † 22. januar 1949, New York.
Henry Slocum je dvakrat osvojil Nacionalno prvenstvo ZDA med posamezniki, v letih 1888 in 1889, še dvakrat je zaigral v finalu, v letih 1887 in 1890. Leta 1889 je turnir osvojil tudi v konkurenci dvojic, še dvakrat pa je zaigral v finalu, v letih 1885 in 1887. Leta 1955 je bil ob ustanovitvi sprejet v Mednarodni teniški hram slavnih. Njegov oče je bil politik in general Henry Warner Slocum.

## Finali Grand Slamov

### Posamično (4)

#### Zmage (2)
| Leto | Turnir                       | Nasprotnik v finalu | Rezultat finala    |
| 1888 | Nacionalno prvenstvo ZDA     | Howard Taylor       | 6–4, 6–1, 6–0      |
| 1889 | Nacionalno prvenstvo ZDA (2) | Quincy Shaw         | 6–3, 6–1, 4–6, 6–2 |

#### Porazi (2)
| Leto | Turnir                       | Nasprotnik v finalu | Rezultat finala    |
| 1887 | Nacionalno prvenstvo ZDA     | Richard Sears       | 1–6, 3–6, 2–6      |
| 1890 | Nacionalno prvenstvo ZDA (2) | Oliver Campbell     | 2–6, 6–4, 3–6, 1–6 |

### Moške dvojice (1)

#### Zmage (1)
| Leto | Turnir                   | Partner       | Nasprotnika v finalu           | Rezultat finala  |
| 1889 | Nacionalno prvenstvo ZDA | Howard Taylor | Valentine Hall Oliver Campbell | 14–12, 10–8, 6–4 |